# Кирил Донев
Кирил Петров Донев е български актьор.

## Биография
Роден е в София на 17 април 1897 г. Учи театрално изкуство във Виена и Загреб. След завръщането си в България работи последователно в театрите във Варна, Русе, Пловдив, Плевен, Шумен, Кюстендил. От 1941 до 1943 г. играе на сцената на Скопския народен театър. Почива на 25 октомври 1970 г. в София.

## Роли
Кирил Донев играе множество роли, по-значимите са:
- Хамлет – „Хамлет“ на Уилям Шекспир
- Яго – „Отело“ на Уилям Шекспир
- Карл Моор – „Разбойници“ на Фридрих Шилер
- Генералът – „Врагове“ на Максим Горки
- Дулитъл – „Пигмалион“ на Джордж Бърнард Шоу
- Масларски – „Милионерът“ на Йордан Йовков[1]

## Филмография
- Ивайло (1963)